# Museo de los Descalzos
El Museo de los Descalzos es un museo ubicado en la Iglesia y Convento de los Descalzos en el distrito limeño del Rímac, en Perú, que ofrece al público un recorrido a lo largo de cuatrocientos años de historia y arte, desde el siglo XVI hasta el siglo XXI.

## Historia
El Museo de los Descalzos abrió oficialmente sus puertas al público el 18 de diciembre de 1981, en los espacios al interior del Convento de los Descalzos.
Se ubica en el distrito histórico del Rímac  al final de la Alameda de los Descalzos, paseo trazado en 1611 por mandato del virrey Juan de Mendoza y Luna, Marqués de Montesclaros, con el fin de facilitar y embellecer el camino hacia el convento.
En 1972 el edificio fue declarado Monumento Nacional. Se encuentra, así mismo, dentro del área del Centro Histórico de Lima que está reconocido como "Patrimonio de la Humanidad" por la Unesco desde el año 1991.

## Fundación Descalzos del Rímac
Es una institución sin fines de lucro que administra el Museo de los Descalzos desde el 23 de agosto de 2011, y se encarga de la protección y difusión de su patrimonio histórico, cultural y religioso. Asimismo, la fundación dirige un programa de voluntariado para desarrollar sus operaciones: el voluntariado cultural.
En 2014, la fundación fue calificada como Entidad Perceptora de Donaciones por la Sunat (Resolución de Gerencia N°: 0490050033271, 4 de febrero de 2014).

### Proyectos
- Jornadas de Arte: Las jornadas comprenden una serie de actividades que van desde la conservación y restauración de colecciones virreinales y contemporáneas, así como la realización de cursos prácticos, seminarios, conferencias, visitas al taller de restauración y asesorías personalizadas. Se llevan a cabo anualmente con la participación de expertos internacionales.[2]
- Del lienzo al lente (Julio 2014): Proyecto ganador del 1° Concurso de Organizaciones Sociales de Fundación Telefónica (Perú),[3] diseñado y ejecutado por la Fundación Descalzos del Rímac. El proyecto "Del lienzo al lente: creando historia" apostó por el trabajo voluntario con alumnos del colegio 3014 "Leoncio Prado" ubicado en el Distrito del Rímac, partiendo de los intereses de su generación, como son la fotografía, los audiovisuales y el uso de la tecnología, desde el proceso creativo y el acercamiento al bagaje artístico – patrimonial encerrado en el Museo de los Descalzos, con el objetivo de transformar y repotenciar sus capacidades críticas y de autoconocimiento, aportando a la construcción de la identidad, la mejora en las relaciones sociales con su comunidad y un cambio positivo en sus aspiraciones a futuro.
- Programa pedagógico: Está dirigido a grupos de escolares, de adulto mayor y familias en su visita al museo. El programa sirve de mediador en la relación entre el público y la colección. El museo se convierte en espacio de encuentro para que el visitante se acerque a las colecciones generando experiencias de aprendizaje a través de los sentidos.

## Colecciones
- Pinacoteca de arte virreinal: escuelas pictóricas peruanas[4] (Escuela Limeña, Escuela Cuzqueña) y obras provenientes de la Escuela Quiteña y del Barroco Europeo.
- Libros corales: 32 libros en pergamino y encuadernados en piel de vaca de los siglos XVII y XVIII.
- Piezas etnográficas (actualmente no están en exhibición).

## Servicios
- Visitas guiadas: Todos los visitantes recorren el museo acompañados por guías profesionales y/o voluntarios culturales. Duración aproximada: 45 minutos. Idiomas: español e inglés. Para visitas grupales (10 personas o más) se requiere una reserva con una semana de anticipación.
- Talleres culturales: Son cursos cortos que invitan a los niños y adolescentes a trabajar con el arte y el patrimonio cultural de manera divertida, como herramienta para el crecimiento personal y como medio de integración y desarrollo. Las áreas van desde la música, expresión corporal y las artes plásticas.